# Lawrenceville (Virginia)
Lawrenceville város az USA Virginia államában. Lakosainak száma 1014 fő (2020. április 1.).

## Népesség
A település népességének változása:

| 2010 | 1 438 |
| 2020 | 1 014 |